# Sarswati Chaudhary
Sarswati Chaudhary (sinh ngày 12 tháng 2 năm 1997) là một vận động viên Điền kinh nữ người Nepal tham gia các cuộc thi chạy 100 mét. Cô là đại diện duy nhất của đất nước  nội dung chạy 100 mét nữ của Giải vô địch điền kinh thế giới 2019. Tại vòng loại, cô đã thiết lập kỷ lục cho Nepal với thời gian 12,72 giây cho nội dung này và xếp hạng 46 chung cuộc. Cô không đủ điều kiện để thi đấu ở bán kết.

## Cuộc thi quốc tế
| Năm  | Giải đấu                        | Địa điểm        | Thứ hạng | Nội dung | Chú thích |
| ---- | ------------------------------- | --------------- | -------- | -------- | --------- |
| 2019 | Giải Vô địch Điền kinh Thế giới | Doha, Qatar     | 46       | 100 m    | 12.72 NR  |
| 2021 | Thế vận hội Mùa hè              | Tokyo, Nhật Bản | 20       | 100 m    | 12.91     |